# Jewgienij Siwokoń
Jewgienij Jakowlewicz Siwokoń (ros. Евге́ний Я́ковлевич Сивоко́нь, ukr. Євген Якович Сивокінь; ur. 7 maja 1937) – radziecki i ukraiński animator oraz reżyser filmów animowanych. Zasłużony Działacz Sztuk Ukrainy.

## Wybrana filmografia

### Reżyser
- 1974: Powiastka o białej krze